# لانگنهورن (هامبورگ)
لانگنهورن (به آلمانی: Hamburg-Langenhorn) یک منطقهٔ مسکونی در آلمان است که در هامبورگ-نورد واقع شده‌است.